# Hermundur Koðransson
Hermundur Koðransson (n. 1108) fue un bóndi de Hitárdalur, Mýrasýsla en Islandia. Era hijo de Koðran Ormsson (n. 1069) de Gilsbakki, un nieto de Bolli Bollason. Es un personaje de la saga de Laxdœla, y saga Sturlunga. Su hijo Ketill Hermundarson fue un abad del  monasterio de Helgafell.